# Takatora Einaga
Takatora Einaga (japanisch 永長 鷹虎 Einaga Takatora; * 7. April 2003 in Kōbe, Präfektur Hyōgo) ist ein japanischer Fußballspieler.

## Karriere
Takatora Einaga erlernte das Fußballspielen in den Jugendmannschaften des AC Athlon und Regal JPC sowie in der Schulmannschaft der Kokoku High School. Seinen ersten Vertrag unterschrieb er am 1. Februar 2022 bei Kawasaki Frontale. Der Verein aus Kawasaki, einer Stadt in der Präfektur Kanagawa, spielte in der ersten japanischen Liga. Sein Erstligadebüt gab Takatora Einaga am 25. April 2023 (8. Spieltag) im Heimspiel gegen Nagoya Grampus. Bei der 1:2-Heimniederlage stand er in der Startelf und wurde in der 64. Minute gegen Shin Yamada ausgewechselt. Mitte Juni 2023 wechselte er auf Leihbasis zum Zweitligisten Mito Hollyhock. Für den Verein aus Mito bestritt er 16 Zweitligaspiele. Nach der Ausleihe kehrte er nicht zu Frontale zurück, sondern wechselte im Februar 2024 ebenfalls auf Leihbasis zum Zweitligisten Thespakusatsu Gunma.